# Swannington (Norfolk)
Swannington – wieś w Anglii, w hrabstwie Norfolk, w dystrykcie Broadland. Leży 15 km na północny zachód od Norwich i 162 km na północny wschód od Londynu. Miejscowość liczy 287 mieszkańców.